# Tour de Pologne 2019
76. ročník etapového cyklistického závodu Tour de Pologne se konal mezi 3. a 9. srpnem 2019 v Polsku. Celkovým vítězem se stal Rus Pavel Sivakov z týmu Team Ineos. Na druhém a třetím místě se umístili Australan Jai Hindley (Team Sunweb) a Ital Diego Ulissi (UAE Team Emirates).
Závod byl poznamenán tragickým úmrtím Belgičana Bjorga Lambrechta z týmu Lotto–Soudal. Ten ve 3. etapě narazil do betonové propusti a zemřel během operace v nemocnici, kam byl převezen po resuscitaci na místě nehody. Čtvrtá etapa byla proto neutralizována; byla zkrácena a odjeta jako cyklistické procesí.

## Týmy
Závodu se účastnilo všech 18 UCI WorldTeamů společně 3 UCI Professional Continental týmy a polským národním týmem. Každý z 22 týmů přijel se 7 jezdci kromě týmu Trek–Segafredo s šesti jezdci, na start se tedy postavilo 153 jezdců. Do cíle v Bukowině Tatrzańskéu dojelo 110 jezdců.
UCI WorldTeamy
- AG2R La Mondiale
- Astana
- Bahrain–Merida
- Bora–Hansgrohe
- CCC Team
- Deceuninck–Quick-Step
- EF Education First
- Groupama–FDJ
- Lotto–Soudal
- Mitchelton–Scott
- Movistar Team
- Team Dimension Data
- Team Ineos
- Team Jumbo–Visma
- Team Katusha–Alpecin
- Team Sunweb
- Trek–Segafredo
- UAE Team Emirates

UCI Professional Continental týmy
- Cofidis
- Gazprom–RusVelo
- Team Novo Nordisk

Národní týmy
- Polsko

## Trasa a etapy
| Etapa         | Datum         | Trasa                                           | Vzdálenost          | Typ                 | Typ                 | Vítěz                  |
| ------------- | ------------- | ----------------------------------------------- | ------------------- | ------------------- | ------------------- | ---------------------- |
| 1             | 3. srpna      | Kraków - Kraków                                 | 132 km              |                     | Rovinatá etapa      | Pascal Ackermann (GER) |
| 2             | 4. srpna      | Tarnowskie Góry - Katowice                      | 153 km              |                     | Rovinatá etapa      | Luka Mezgec (SLO)      |
| 3             | 5. srpna      | Chorzów - Zabrze                                | 150,5 km            |                     | Rovinatá etapa      | Pascal Ackermann (GER) |
| 4             | 6. srpna      | Jaworzno - Kocierz                              | 173 km 133,6 km     |                     | Horská etapa        | Etapa neutralizována   |
| 5             | 7. srpna      | Solný důl Wieliczka - Bielsko-Biała             | 154 km              |                     | Středně těžká etapa | Luka Mezgec (SLO)      |
| 6             | 8. srpna      | Zakopane - Kościelisko                          | 160 km              |                     | Horská etapa        | Jonas Vingegaard (DEN) |
| 7             | 9. srpna      | Terma Bukowina Tatrzańska - Bukowina Tatrzańska | 153 km              |                     | Horská etapa        | Matej Mohorič (SLO)    |
| Celková délka | Celková délka | Celková délka                                   | 1075,5 km 1036,2 km | 1075,5 km 1036,2 km | 1075,5 km 1036,2 km | 1075,5 km 1036,2 km    |

## Průběžné pořadí
| Etapa          | Vítěz                | Celkové pořadí   | Bodovací soutěž  | Vrchařská soutěž  | Soutěž bojovnosti | Soutěž polských jezdců | Soutěž týmů    |
| -------------- | -------------------- | ---------------- | ---------------- | ----------------- | ----------------- | ---------------------- | -------------- |
| 1              | Pascal Ackermann     | Pascal Ackermann | Pascal Ackermann | Charles Planet    | Jakub Kaczmarek   | Jakub Kaczmarek        | Bora–Hansgrohe |
| 2              | Luka Mezgec          | Pascal Ackermann | Pascal Ackermann | Charles Planet    | Charles Planet    | Paweł Franczak         | Bora–Hansgrohe |
| 3              | Pascal Ackermann     | Pascal Ackermann | Pascal Ackermann | Charles Planet    | Charles Planet    | Paweł Franczak         | Bora–Hansgrohe |
| 4              | Etapa neutralizována | Pascal Ackermann | Pascal Ackermann | Charles Planet    | Charles Planet    | Paweł Franczak         | Bora–Hansgrohe |
| 5              | Luka Mezgec          | Pascal Ackermann | Pascal Ackermann | Rodrigo Contreras | Charles Planet    | Szymon Rekita          | Bora–Hansgrohe |
| 6              | Jonas Vingegaard     | Jonas Vingegaard | Marc Sarreau     | Tomasz Marczyński | Charles Planet    | Rafał Majka            | Team Ineos     |
| 7              | Matej Mohorič        | Pavel Sivakov    | Marc Sarreau     | Simon Geschke     | Charles Planet    | Rafał Majka            | Team Ineos     |
| Konečné pořadí | Konečné pořadí       | Pavel Sivakov    | Marc Sarreau     | Simon Geschke     | Charles Planet    | Rafał Majka            | Team Ineos     |

## Konečné pořadí
| Legenda | Legenda                             | Legenda | Legenda                           |
| ------- | ----------------------------------- | ------- | --------------------------------- |
|         | Označuje vítěze celkového pořadí.   |         | Označuje vítěze bodovací soutěže. |
|         | Označuje vítěze soutěže bojovnosti. |         | Označuje vítěze vrchařské soutěže |

### Celkové pořadí
| Pořadí | Jezdec             | Tým                   | Čas         |
| ------ | ------------------ | --------------------- | ----------- |
| 1      | Pavel Sivakov      | Team Ineos            | 26h 20’ 58” |
| 2      | Jai Hindley        | Team Sunweb           | + 2”        |
| 3      | Diego Ulissi       | UAE Team Emirates     | + 12”       |
| 4      | Sergio Higuita     | EF Education First    | + 14”       |
| 5      | Tao Geoghegan Hart | Team Ineos            | + 14”       |
| 6      | Pierre Latour      | AG2R La Mondiale      | + 15”       |
| 7      | Davide Formolo     | Bora–Hansgrohe        | + 16”       |
| 8      | Chris Hamilton     | Team Sunweb           | + 16”       |
| 9      | Rafał Majka        | Bora–Hansgrohe        | + 16”       |
| 10     | James Knox         | Deceuninck–Quick-Step | + 16”       |

### Bodovací soutěž
| Pořadí | Jezdec            | Tým                | Body |
| ------ | ----------------- | ------------------ | ---- |
| 1      | Marc Sarreau      | Groupama–FDJ       | 53   |
| 2      | Fernando Gaviria  | UAE Team Emirates  | 50   |
| 2      | Pierre Latour     | AG2R La Mondiale   | 44   |
| 4      | Matej Mohorič     | Bahrain–Merida     | 43   |
| 5      | John Degenkolb    | Trek–Segafredo     | 39   |
| 6      | Rafał Majka       | Bora–Hansgrohe     | 38   |
| 7      | Diego Ulissi      | UAE Team Emirates  | 36   |
| 8      | Clément Venturini | AG2R La Mondiale   | 34   |
| 9      | Davide Formolo    | Bora–Hansgrohe     | 32   |
| 10     | Sergio Higuita    | EF Education First | 29   |

### Vrchařská soutěž
| Pořadí | Jezdec             | Tým                  | Body |
| ------ | ------------------ | -------------------- | ---- |
| 1      | Simon Geschke      | CCC Team             | 60   |
| 2      | Tomasz Marczyński  | Lotto–Soudal         | 57   |
| 3      | Matej Mohorič      | Bahrain–Merida       | 35   |
| 4      | Carl Fredrik Hagen | Lotto–Soudal         | 31   |
| 5      | Geoffrey Bouchard  | AG2R La Mondiale     | 22   |
| 6      | Merhawi Kudus      | Astana               | 14   |
| 7      | Jonas Vingegaard   | Team Jumbo–Visma     | 14   |
| 8      | Davide Formolo     | Bora–Hansgrohe       | 12   |
| 9      | Jai Hindley        | Team Sunweb          | 10   |
| 10     | Matteo Fabbro      | Team Katusha–Alpecin | 10   |

### Soutěž bojovnosti
| Pořadí | Jezdec             | Tým                   | Body |
| ------ | ------------------ | --------------------- | ---- |
| 1      | Charles Planet     | Team Novo Nordisk     | 19   |
| 2      | Matej Mohorič      | Bahrain–Merida        | 15   |
| 3      | Petr Vakoč         | Deceuninck–Quick-Step | 7    |
| 4      | Diego Ulissi       | UAE Team Emirates     | 4    |
| 5      | Carl Fredrik Hagen | Lotto–Soudal          | 4    |
| 6      | Ben Swift          | Team Ineos            | 4    |
| 7      | Geoffrey Bouchard  | AG2R La Mondiale      | 4    |
| 8      | Tao Geoghegan Hart | Team Ineos            | 2    |
| 9      | Szymon Rekita      | Polsko                | 2    |
| 10     | Quentin Jauregui   | AG2R La Mondiale      | 2    |

### Soutěž týmů
| Pořadí | Tým                | Čas         |
| ------ | ------------------ | ----------- |
| 1      | Team Ineos         | 79h 07’ 11” |
| 2      | Team Sunweb        | + 11”       |
| 3      | Mitchelton–Scott   | + 4’ 09”    |
| 4      | Team Jumbo–Visma   | + 10’ 59”   |
| 5      | Bora–Hansgrohe     | + 11’ 10”   |
| 6      | EF Education First | + 17’ 16”   |
| 7      | Astana             | + 18’ 24”   |
| 8      | AG2R La Mondiale   | + 26’ 28”   |
| 9      | Bahrain–Merida     | + 26’ 57”   |
| 10     | UAE Team Emirates  | + 30’ 03”   |